# Libnotes fastosa
Libnotes fastosa là một loài ruồi trong họ Limoniidae. Chúng phân bố ở miền Australasia.